# ...Baby One More Time
...Baby One More Time er debutalbummet fra den amerikanske popsanger Britney Spears. Albummet, som blev udgivet den 8. marts 1999 hos Jive Records, er produceret af Denniz PoP, Max Martin og Rami. Titelsangen bliver normalt betragtet som Spears' kendetegn. Albummet er hendes hidtil bedst sælgende album i Amerika, såvel som resten af verden, hvilket på rekordtid gjorde den dengang syttenårige Spears til superstjerne.
Efter udgivelsen lå albummet 51 uger i top 10 på den amerikanske Billboard Top 200 og 61 uger i top 20. Sammenlagt lå albummet på listen i to år. Den enorme popularitet gjorde albummet til det næstbedst sælgende album i USA i 1999. ...Baby One More Time er desuden det bedst sælgende kvindelige debutalbum i USA, og Yahoo Music har placeret albummet som nummer fire blandt verdens 15 bedste kvindelige album gennem alle tider. I Danmark blev albummet også en stor succes, ligeledes med en placering som nummer 1 på den danske albumhitliste.

## Udgivelsen
Albummet blev i første omgang udgivet som en demo den 2. januar 1998, med korte udgaver af fem sange. Selve albummet blev officielt udgivet den 12. januar 1999 i USA og Canada og den 8. marts 1999 i England. Kassebånds-versionen havde samme cover, som senere blev brugt til booklet i ...Baby One More Time singlen. Andre versioner, såsom den australske version, har et andet cover-billede, hvor Spears er klædt i hvidt og står med hænderne i en bedende stilling. Billedet ligner også det, man kan finde på Björks debutalbum.
Oprindeligt var det meningen, at albummet bare skulle hedde Britney Spears, men på grund af den store succes med den allerede udgivne single "...Baby One More Time" valgte man at ændre navnet, så folk nemmere kunne genkende cd'en. Albummet har solgt over en million kopier i England, hvor den har opnået tredobbelt platin. I USA har albummet solgt over 14 millioner kopier, hvilket har indbragt en diamantplade.
På de tidligste udgaver af albummet er den er en såkaldt "skjult besked" fra Spears i slutningen af sangen "The Beat Goes On". I beskeden reklamerer hun for Backstreet Boys' album Millennium, hvor der desuden bliver spillet bidder af et par af deres singler. Med denne besked varer sangen 5 minutter og 53 sekunder.

## Nummerliste
| #  | Titel                                               | Sangskriver(e)                                   | Længde | Bemærkninger                    |
| -- | --------------------------------------------------- | ------------------------------------------------ | ------ | ------------------------------- |
| 1  | "...Baby One More Time"                             | M. Martin                                        | 3:31   |                                 |
| 2  | "(You Drive Me) Crazy"                              | J. Elofsson, P. Magnusson, D. Kreuger, M. Martin | 3:20   |                                 |
| 3  | "Sometimes"                                         | J. Elofsson                                      | 4:06   |                                 |
| 4  | "Sodapop"                                           | M. Bassie, E. Foster White                       | 3:22   |                                 |
| 5  | "Born to Make You Happy"                            | K. Lundin, A. Carlsson                           | 4:05   |                                 |
| 6  | "From the Bottom of My Broken Heart"                | E. Foster White                                  | 5:11   |                                 |
| 7  | "I Will Be There"                                   | M. Martin, A. Carlsson                           | 3:54   |                                 |
| 8  | "I Will Still Love You"                             | E. Foster White                                  | 4:03   | Med Don Philip                  |
| 9  | "Deep in My Heart"                                  | P. Magnusson, D. Kreuger, A. Carlsson            | 3:35   | Kun på ikke-amerikanske udgaver |
| 10 | "Thinkin' About You"                                | M. Bassie, E. Foster White                       | 3:36   |                                 |
| 11 | "E-Mail my Heart"                                   | E. Foster White                                  | 3:43   |                                 |
| 12 | "The Beat Goes On"                                  | S. Bono                                          | 3:43   |                                 |
| 13 | "I'll Never Stop Loving You"                        | J. Blume, S. Diamond                             | 3:42   | Kun på ikke-amerikanske udgaver |
| 14 | "Autumn Goodbye"                                    | E. Foster White                                  | 3:41   | Kun på ikke-amerikanske udgaver |
| 15 | "...Baby One More Time" (Davidson Ospina Radio Mix) | M. Martin                                        | 3:26   | Kun på ikke-amerikanske udgaver |
| 16 | "...Baby One More Time" (Boy Wonder Radio Mix)      | M. Martin                                        | 3:27   | Kun på ikke-amerikanske udgaver |